# Clubionidae
Clubionidae é uma família de aranhas araneomorfas que resultou da desagregação da anterior família homónima que incluía todas as aranhas que tenham 8 olhos agrupados em duas filas e fieiras anteriores cónicas adjacentes e que sejam construtoras de teias em forma de saco (daí o nome comum inglês sac spiders).

## Descrição
A família Clubionidae é um taxon relativamente rico em espécies, englobando pelo menos 537 espécies validamente descritas agrupadas em 14 géneros. As espécies incluídas variam em tamanho de pequeno a médio, com comprimentos corporais de 2,5 a 12 mm. Apresentam 8 olhos, agrupados em duas filas, e as fieiras anteriores são cónicas e adjacentes entre pares.
São aranhas construtoras de teias em forma de saco que preferem como habitat os solos herborizados de clareiras e outras áreas abertas, mas algumas espécies habitam folhagens, galhos e ramos de árvores.
As espécies desta família apresentam tendência para ter maior actividade durante a noite, passando o dia retiradas em teias em forma de saco, com ou sem aberturas nos extremos. As teias, na realidae simples abrigos para retiro, são colocadas em folhas dobradas ou enroladas, por detrás da casca solta das árvores, debaixo de pedras ou de outros objetos que encontrem no chão.

## Taxonomia
Na América do Norte a família como atualmente é delimitada está apenas representada por dos géneros: Clubiona e Elaver (anteriormente Clubionoides). O género Clubiona é quase cosmopolita.
Na sua actual configuração, a família Clubionidae inclui os seguintes géneros:
- Abliguritor Petrunkevitch, 1942 † (fóssil)
  - Abliguritor felix Petrunkevitch, 1958 †
  - Abliguritor niger Petrunkevitch, 1942 †
  - Abliguritor plumosus Petrunkevitch, 1942 †
- Carteroniella Strand, 1907 (Sul da África)
- Carteronius Simon, 1897 (Madagáscar, Maurícia, Serra Leoa)
- Clubiona Latreille, 1804 (América, África, Europa, Ásia, Austrália, Oceânia) (429 espécies recentes)
  - Clubiona arcana Scudder † (fóssil, Oligoceno)
- Clubionina Berland, 1947 (ilha de São Paulo)
- Concursator Petrunkevitch, 1958 † (fóssil)
  - Concursator nudipes Petrunkevitch, 1958 †
- Cryptoplanus Petrunkevitch, 1958 † (fóssil)
  - Cryptoplanus paradoxus Petrunkevitch, 1958 †
- Dorymetaecus Rainbow, 1920 (ilha Lord Howe)
- Elaver O. P-Cambridge, 1898 (América, Filipinas)
- Eobumbatrix Petrunkevitch, 1922 † (fóssil, Oligoceno)
  - Eobumbatrix latebrosa (Scudder, 1890) †
- Eodeter Petrunkevitch, 1958 † (fóssil)
  - Eodeter magnificus Petrunkevitch, 1958 †
- Eomazax Petrunkevitch, 1958 † (fóssil)
  - Eomazax pulcher Petrunkevitch, 1958 †
- Eostentatrix Petrunkevitch, 1922 † (fóssil, Oligoceno)
  - Eostentatrix eversa Petrunkevitch, 1922 †
- Eoversatrix Petrunkevitch, 1922 † (fóssil, Oligoceno)
  - Eoversatrix eversa (Scudder, 1890) †
- Machilla Petrunkevitch, 1958 † (fóssil)
  - Machilla setosa Petrunkevitch, 1958 †
- Malamatidia Deeleman-Reinhold, 2001 (Malásia, Indonésia)
- Matidia Thorell, 1878 (Sul da Ásia, Oceânia)
- Nusatidia Deeleman-Reinhold, 2001 (Sul da Ásia)
- Pristidia Deeleman-Reinhold, 2001 (Sul da Ásia)
- Pteroneta Deeleman-Reinhold, 2001 (Sul da Ásia, Austrália)
- Scopalio Deeleman-Reinhold, 2001 (Bornéu)
- Simalio Simon, 1897 (Índia, Sri Lanka, Filipinas, Trinidad)
- Tixcocoba Gertsch, 1977 (México)
- Tixcocoda Gertsch, 2011 (Baton Rouge, Estados Unidos)